# Oribatula runcinata
Oribatula runcinata är en kvalsterart som beskrevs av Lee 1992. Oribatula runcinata ingår i släktet Oribatula och familjen Oribatulidae. Inga underarter finns listade i Catalogue of Life.